# Calimera
Calimera es un municipio italiano situado en la provincia de Lecce en la región de Puglia.
Calimera pertenece a la denominada Grecia Salentina, una región griko-hablante de la península de Salento.

## Municipios limítrofes
Caprarica di Lecce, Carpignano Salentino, Castri di Lecce, Martano, Martignano, Melendugno, Vernole, Zollino

## Evolución demográfica
| Gráfica de evolución demográfica de Calimera entre 1861 y 2001 |
|                                                                |
| Fuente ISTAT - elaboración gráfica de Wikipedia                |

- Wikimedia Commons alberga una categoría multimedia sobre Calimera.

- Datos: Q52118
- Multimedia: Calimera / Q52118

1. ↑  Worldpostalcodes.org, código postal n.º 73021.
2. ↑  «Codici Catastali». Comuni-italiani.it (en italiano). Consultado el 29 de abril de 2017.